# Royal British Nurses Association
Die Royal Britisch Nurses Association (dt. Königlich britischer Verband der Krankenschwestern) ist ein 1887 gegründeter Berufsverband für Krankenschwestern im Vereinigten Königreich. Der Verband wurde auf Initiative von Ethel Bedford-Fenwick gegründet, sie nahm sich dabei die British Medical Association für ärztliches Personal zum Vorbild. Bedford-Fenwick gewann Helena von Großbritannien und Irland als Unterstützerin, die auch die erste Präsidentin des Verbandes wurde. Als Britisch Nurses Association gegründet erhielt der Verband 1881 den Zusatz Royal.
Eines der wichtigsten Ziele des Verbandes war die verpflichtende Registrierung von Pflegekräften, analog zu den registrierten Krankenschwestern in den Vereinigten Staaten von Amerika. Nach sechs erfolglosen Versuchen verabschiedete das britische Parlament 1919 schließlich den Nurses Registration Act 1919 (dt. Gesetz zur Registrierung von Krankenschwestern).